# Sköna juveler (1984)
Sköna juveler är en svensk kriminalfilm från 1984 i regi av Hans Iveberg.

## Handling
Privatdetektiven Veronika får i uppdrag att leta upp ett stulet armband. Armbandet har ett inmonterat fack och många vill ha tag i det.

## Om filmen
Filmen är inspelad i Stockholm och hade premiär den 21 september 1984. Den är tillåten från 11 år och har även visats på SVT och TV4.

## Rollista
- Lena Nyman - Lee
- Kim Anderzon - Veronika
- Brasse Brännström - Oscar
- Johannes Brost - Harry Jansson
- David Wilson - Ben Hudson
- Ernst Günther - Gustav, juvelerare
- Örjan Ramberg - Jan Asp
- Kent Andersson - Martin Lidman, kommissarie
- Janne Loffe Carlsson - Larsson, barägare
- Carl-Gustaf Lindstedt - Boris
- Margaretha Krook - käringen
- Leif Magnuson - Nicke Grönros, låssmed
- Lennart R. Svensson - en man med hund
- Lars Hansson - Lången
- Jan Arrendal - Korten
- Per Eggers - Johan
- Birgit Eggers - Johans mor
- Gösta Engström - en kille på badet
- Marvin Yxner - vaktpost vid sovjetiska ambassaden
- Harald Hamrell - vaktpost vid sovjetiska ambassaden
- Börje Nyberg - vakten hos Jan Asp
- Tomas Norström - mannen som rånar baren
- Michael Segerström - predikanten
- Peter Schildt - bargäst
- Basia Frydman
- Michael Kallaanvaara